# Črtomir Mihelj
Črtomir Mihelj, slovenski arhitekt, * 26. junij 1946, Ljubljana.
Mihelj je trenutno (2007) docent na Fakulteti za arhitekturo v Ljubljani.

### BIOGRAFIJA
Rojen je bil 26. 6. 1946 v Ljubljani. Po končani Gradbeni tehniški šoli je študiral na oddelku za arhitekturo FAGG. Med študijem je bil demonstrator pri predmetih razvoj arhitekture I, II in III ter honorarni sodelavec na Investicijskem zavodu za izgradnjo Trga revolucije v projektantski skupini prof. Antona Bitenca.
Diplomiral je l. 1971 in se istega leta redno zaposlil na Investicijskem zavodu za izgradnjo Trga revolucije v Ljubljani, kjer je opravil strokovni izpit.
Za asistenta pri predmetu arhitektno risanje je bil izvoljen in sprejet na redno delovno mesto l. 1977. L. 1980 je bil ponovno izvoljen za asistenta pri navedenem predmetu, kot sestavnem delu seminarja I. V tem času je samostojno razvil, sestavil in vodil vaje s področja predstavitvenih tehnik ter sodeloval pri delu mentorskih skupin seminarja I.
Za docenta za arhitekturo - projektiranje in kompozicija je bil prvič izvoljen l. 1987 na osnovi sklepa ALU Univerze v Ljubljani o priznanju pomembnih umetniških del. L. 1988 je bil prvič izvoljen na delovno mesto visokošolskega učitelja za navedeno področje v seminarju 1/2. L. 1993 je bil ponovno izvoljen za docenta.
Od l. 1988 je vodil predavanja in vaje pri izbirnem predmetu likovni red I, od l. 1991 pa še pri izbirnih predmetih likovni red II in modeliranje. Od l. 1993 je bil mentor seminarjev v vseh letnikih študija.
Od l. 1993 je sodeloval na področju graditeljstva in oblikovanja pri magistrskem študiju na oddelku arheologijo FF Univerze v Ljubljani.
PROJEKTI
Izdelani/realizirani projekti
Adaptacije s protipotresno sanacijo v Italiji - Beneška Slovenija (20 objektov). - Ažla - Azzida, Italija 1977. Za: Občina Špeter Slovenov - San Pietro al Natisone, Italija.
Lokacijska dokumentacija na potresnem področju na Tolminskem (18 objektov). - Tolmin 1977. Za: SO Tolmin.
Ureditev okolice dvorca Zemono pri Vipavi. - Zemono pri Vipavi 1978. Za: Tovarna pohištva Lipa Ajdovščina.
Prenova opreme restavracije Emonska klet. - Ljubljana 1979. Za: Emona Maximarket.
Počitniški dom na Mežakli - LIPA. - k.o. Zgornje Gorje 1982. Za: Tovarna pohištva Lipa Ajdovščina.
Počitniški dom Univerze na Mežakli. - k. o. Zgornje Gorje 1982. Za: UEK v Ljubljani.
Optika Nena. - Ljubljana 1985. Za: IZITR.
Adaptacija hiš na Mestnem trgu 3 in 4. - Ljubljana, FAGG Arh 1987. Za: Kompas - Magistrat.
Adaptacija Kletne dvorane SMG v Plečnikovem Baragovem semenišču. - Ljubljana, FAGG Arh 1987. Za: Slovensko mladinsko gledališče.
Adaptacija in notranja oprema lokala Eurocard. - LjubIjana, FAGG Arh 1989. Za: Kompas - Magistrat.
Adaptacija Srednje dvorane SMG v Plečnikovem Baragovem semenišču. - Ljubljana, FAGG Arh 1990. Za: Slovensko mladinsko gledališče.
Adaptacija Doma Malči Beličeve. - Ljubljana, FAGG Arh 1993. Za: FF.
Enodružinska vila. - Ljubljana 1995.
Adaptacija podstrešja Univerze v Ljubljani (Deželni dvorec). - Ljubljana, FA 1996. Za: UL.
Prizidek z novimi vertikalnimi komunikacijami v poslopju rektorata Univerze v Ljubljani. - Ljubljana, FA 1996. Za: UL.
Umetniške (po)ustvaritve
Katalog z dodatki k razstavi Rimska keramika na Slovenskem. - Ljubljana 1973. Za: Narodni muzej v Ljubljani.
Zloženka - katalog z dodatki k razstavi Namizni pribor in posodje od renesanse do secesije V. Štoviček: Medalje Ž. Janeš: Taktile. - Ljubljana 1973. Za: Narodni muzej v Ljubljani.
Zloženka - katalog k razstavi Vrvarstvo na Slovenskem. - Bistra pri Vrhniki 1974. Za: Tehnični muzej Slovenije.
Spominsko znamenje ob 30-letnici osvoboditve in 25-letnici samoupravljanja v Litostroju. - Ljubljana 1975. Za: Titovi zavodi Litostroj.
Zloženka - katalog k razstavi Umetnost stečkov. - Ljubljana 1975. Za: Narodni muzej v Ljubljani.
Zloženka - katalog k razstavi Tekstilne zbirke. - Bistra pri Vrhniki 1975. Za: Tehnični muzej Slovenije.
Katalog k razstavi Zaton antike. - Ljubljana 1976. Za: Narodni muzej v Ljubljani.
Vodnik po Učni gozdni poti. - Bistra pri Vrhniki 1976. Za: Tehnični muzej Slovenije.
Zloženka - katalog k razstavi Prazgodovina Makedonije. - Ljubljana 1976. Za: Narodni muzej v Ljubljani.
Spomenik E. Kardelju pred Univerzo. - Ljubljana 1979. Za: UL. (Z. Kalin, č. Mihelj)
Fasadni medaljon v spomin arh. Antonu Bitencu. - Zemono pri Vipavi 1980. Za: Tovarna pohištva Lipa Ajdovščina. (Z. Kalin, č. Mihelj)
Spomenik Borisu Kidriču. - Nova Gorica 1980. Za: LB Nova Gorica. (Z. Kalin, č. Mihelj)
Moški torzo na Zemono. - Zemono pri Vipavi 1981. Za: Tovarna pohištva Lipa Ajdovščina. (Z. Kalin, č. Mihelj)
Oblikovanje
Serija drobne opreme za dvorec Zemono pri Vipavi. Svečniki, posodje za cvetje, kozarci, stekleničke. - Ajdovščina 1978. Za: Tovarna pohištva Lipa Ajdovščina.
Medalja v počastitev 40-letnice SAZU. - Ljubljana 1979. Za: SAZU.
Fasadni izveski. - Ljubljana., FAGG Arh 1987. Za: Kompas - Magistrat.
Spominsko znamenje radia OF Kričač. - Ljubljana, FAGG Arh 1987. Za: FER.
Oprema prostorov poročne dvorane na gradu Betnava. - Maribor, FAGG Arh 1993. Za: Lipa Ajdovščina.
Vrtna ograja šolskega parka. - Ljubljana, FAGG Arh 1993. Za: Šola Majde Vrhovnikove.
Strop velike obokane kleti gradu Betnava. - Maribor, FAGG Arh 1994. Za: Lipa Ajdovščina.
Vrtna ograja parka na Ajdovem zrnu. - Ljubljana, FAGG Arh 1994. Za: Komunalna skupnost Ljubljana
Likovne ustvaritve (slike in risbe)
Okvir za najstarejšo fotografijo dvorca Zemono. - Ajdovščina, FAGG Arh 1988. Za: Lipa Ajdovščina.
Opredmetenje legende o rojstvu Venere. - Ljubljana 1988.
Okvir za sliko Svatba (J. Ciuha). - Maribor, FAGG Arh 1994. Za: Lipa Ajdovščina.
Ohranjanje umetnin
Glavna fasada cerkve Sv. Trojice (Uršulinke). - Ljubljana 1978. Za: RK Samostan Uršulink.
Fasadni del pritličja - lesena izložbena fasada ONA-ON. - Ljubljana 1982. Za: Jugotekstil ONA-ON.
Prostorska in barvna obnova notranjosti cerkve Sv. Trojice (Uršulinke) v Ljubljani. - Ljubljana 1982. Za: Župnišče Sv. Trojice.
Fasada Urbančeve hiše. - Ljubljana, FAGG Arh 1987. Za: Centromerkur.
Fasadi na Mestnem trgu 3 in 4. - Ljubljana, FAGG Arh 1988. Za: Kompas - Magistrat.
Adaptacija in oprema renesančnega trakta gradu Betnava. - Maribor, FAGG Arh 1991. Za: Lipa Ajdovščina.
Fasada Frančiškanske cerkve. - Ljubljana, FAGG Arh 1993. Za: Župnijski urad Marijinega oznanjenja v Ljubljani.
Fasada Stiškega dvorca. - Ljubljana, FAGG Arh 1994. Za: AG.